# Équipe du pays de Galles de curling
L'équipe du pays de Galles de curling est la sélection qui représente le Pays de Galles dans les compétitions de curling au niveau européen et mondial. Concernant les épreuves de curling aux Jeux olympiques, Grande-Bretagne est représenté uniquement de curlers écossais, l’Écosse concentrant l'essentiel des pratiquants britanniques.
En 2017, l'équipe nationale est classé comme nation numéro 31 chez les hommes et non classé chez les femmes.

## Historique
La patinoire du centre de loisirs Deeside a ouvert ses portes à l'automne 1973 et le curling apparait pour la première fois avec un créneau le jeudi soir. La première réunion du comité s'est tenue le 14 février 1974.
La première assemblée générale annuelle du Alyn and Deeside Curling Club eut lieu le 16 mai 1974. David Powell-Edwards et Don Cowen furent tous deux réélus. C'est ainsi que la Welsh Curling Association a été formée le 4 juillet 1974 avec Alyn Valley, Hope, Shotton, Hawarden, Kinnerton, Denbigh, Connah's Quay et Gresford Curling Clubs.
En 2007, le pays de Galles a remporté le premier titre européen aux championnats européens de curling mixte à Madrid, en Espagne. L'équipe composée d'Adrian Meikle, de Lesley Carol, d'Andrew Tanner, de Blair Hughes et de Chris Wells a battu le Danemark 6: 5 en finale.

## Palmarès et résultats

### Palmarès masculin
Titres, trophées et places d'honneur
- Championnats du monde Hommes 
  - aucune participation
- Championnats d'Europe Hommes depuis 2004 (2 participation(s))
  - Meilleur résultat : 8ème pour : Championnats d'Europe Hommes - Round Robin

### Palmarès mixte
Titres, trophées et places d'honneur
- Championnat du Monde Doubles Mixte depuis 2015 (2 participation(s))
  - Meilleur résultat : 5ème pour : Championnat du Monde Doubles Mixte - Groupe B